# SR Malmö
SR Malmö, Sveriges Radio P4 Malmö, är Sveriges Radios lokalradiostation som sänder över Malmö och före detta Malmöhus län. Redaktionen ligger i Malmö och Helsingborg. Stationen har sänt sedan 1977.